# 食品照射
食品照射（しょくひんしょうしゃ、英: food irradiation）とは、食品にX線、ガンマ線や電子線などの放射線を照射することによって貯蔵期間の延長と殺菌・殺虫などを行う技術のことである。
食中毒の予防や、環境に対して悪影響や残留性が認められる農薬・薬剤の代替手段として注目されている。

## 歴史
1900年頃には既に、X線を照射すると微生物が死滅することが知られていた。また1940年頃には、ジャガイモなどの根菜類に放射線を照射することで発芽を防止できることが知られていた。
1942年 - 1943年には、マサチューセッツ工科大学において、アメリカ陸軍の研究嘱託を受けて、X線照射によるハンバーグ・パティ（整形された焼く前のハンバーグ肉）の保存についての研究報告がなされている。

## 従来技術
放射線照射が行なわれる以前は、酸化エチレンガス（エチレンオキシド）や臭化メチルガスが使用されていた。酸化エチレンガスは国際ガン研究機関（IAEC）で明らかな発がん性があるとされる「発がん性1」物質に分類され、日本と欧州連合では、これ以降は食品の害虫駆除や殺菌の用途では使用されていない。臭化メチルガスも、オゾン層破壊物質として指定を受けてからは、各国での使用が抑制されている。

## 国際的な利用状況
21世紀初頭の現在、国際的に最も多く放射線照射が利用されている食品は、香辛料や乾燥野菜の殺菌である。特に香辛料は、加熱殺菌するとその香味が著しく損なわれること、また直接に摂食するものであるため、薬剤による殺菌・殺虫を避けるためである。香辛料への放射線照射は、アメリカ合衆国、カナダ、欧州連合加盟国、オーストラリア、ニュージーランド、大韓民国、中華人民共和国など46ヶ国以上で許可されており、2000年には世界中で約9万トンの香辛料に照射された。
アメリカ合衆国では1986年から香辛料、1990年に鶏肉、1997年に牛豚の赤身肉、2002年から青果物への照射が認められた。ミネソタ州では2000年から挽肉への照射を認めているなど、州ごとに多少の差異が存在する。アメリカ合衆国での赤身肉への照射はO-157への対策として始められた。
オーストラリアでは2001年に香辛料、2003年に熱帯果実への照射が認められた。
EUでは1999年に香辛料への照射が認められた。
アジアでは中華人民共和国が圧倒的に多くの食品に照射しており、IAEA(国際原子力機関)によれば、2004年だけでアジア全体で約17万トンの内の約14万トンが中華人民共和国での照射であった。ベトナムとマレーシアも照射を行なっている。

## 安全性の検証
FAO（国際連合食糧農業機関）、IAEA（国際原子力機関）、WHO（世界保健機構）の食品照射合同専門家委員会は1980年に10キログレイ以下の照射食品の安全宣言を行っている。またWHOは1997年にこの上限を撤廃し、30-50キログレイの照射を受けた食品についても安全宣言を行っている。ただし2003年のCODEX総会において、10キログレイの上限を基本的に引き継ぎ、それ以上の高線量照射食品については一部の食品についてのみ認めるという方針が出されている。

### 毒性
1988年に出された原子力特定総合研究の報告書と、1994年に出されたWHOの報告書でも、急性毒性、慢性毒性、催奇性、発ガン性、遺伝毒性等のすべてに渡って人体への影響は認められなかったとされた。

### 病原菌の突然変異
WHOとその他の研究において、食品に付着する可能性があるアフラトキシンを生み出す糸状菌類とボツリヌス菌に対する実験では、いずれも毒素の産生能力への影響は認められなかったと報告された。

### 栄養の減損
10キログレイまでの照射強度では栄養の減損は認められなかった。
50キログレイでは多種の栄養素が減ったことが確認されたが、その量はいずれも微小であった。
たんぱく質への影響は放射に伴う微小な過熱より小さな変化しか認められなかった。
必須アミノ酸への影響は観測されなかった。唯一、ビタミンB1などのいくつかのビタミン類に破壊されているものがあった。ミネラル類での変化はわずかな程度であった。

### 分解生成物
食品への放射線照射によってそれまで食品内には無かった物質が微量ながら生成される。これは食品を構成している分子の結合が放射線のエネルギーを受けて切れ分解されることで、それまでと異なった性質を持つ新たな物質が作られるのである。多くの分解反応はその食品が加熱される過程で生まれるごく当たり前の物質だけを生み出すが、脂質の中性脂肪から生じる2-アルキルシクロブタノン類だけは放射線照射を受けて分解されたために生じる特有の物質であった。この物質に対してラットを使った動物実験が行なわれ、発癌性があると言う研究報告が2002年に1件なされた。その後、WHOとEUの食品科学委員会、米国のFDAのいずれもがこの報告に対する否定的な研究発表を行い、発癌促進作用は認められないとしている。
結論としては、食品への放射線照射によって生じる変化は加熱調理によって生じる変化と違いは無いといえる。

### 誘導放射能
強力な放射線を浴びると、物質は放射化し放射能を帯びる（誘導放射能）。これにより、食品への放射線照射で食品が放射化してしまうことを危惧する意見が上がることがある。
しかしながら、食品への放射線照射を規定しているコーデックス規格での放射線の上限強度はガンマ線とX線が5MeV、電子線が10MeVであり、この程度の放射線強度での短時間照射による放射化は測定できないほどに小さいことが分かっている。

## 日本での状況
食品への放射線照射にはさまざまな有用性があり、国際的にも広く認められている方法であるが、日本人独特の放射能に対する心理的な拒否反応もあるため日本ではなかなか浸透せず、ジャガイモだけが食品照射を認められている。ジャガイモを除く食品への放射線照射は輸入品に対しても認められていない。
FAOなどの安全宣言に基づき、他の食品にも許可範囲を広めようという検討がなされているが、消費者団体などからの反対意見も根強い。

### ジャガイモへの照射
組織構造をおおむね維持したまま細胞分裂を停止させるため、加熱・冷凍・乾燥・切断等を行うことなくまるごとの芋や種の発芽を阻止することができる。ジャガイモの場合、糖度が増す、消化が良くなるという特性があり、安全性も含めて研究の素材となることが多い。

#### 日本
日本では保存中のジャガイモの発芽を抑止する目的で、1972年（昭和47年）に厚生省（後に厚生労働省）により認可され、1974年（昭和49年）1月の北海道の許可を得て1975年から士幌町農業協同組合が開始したのみである。誘導放射能や分解生成物への危惧から、一時、生活協同組合やスーパーマーケットが取引を中止するなどの動きがみられた。